# Verlag Torsten Low
Der Verlag Torsten Low ist ein deutscher Kleinverlag mit Sitz in Meitingen.

## Geschichte
Der Verlag Torsten Low, 2005 von Torsten Low gegründet, war anfangs auf Fantasy ausgerichtet, erweiterte später sein Programm um Horrorliteratur und weitere Genres. Besonders die im Horrorgenre erschienenen Werke wurden bereits häufig mit Preisen ausgezeichnet. In der Kleinverlagsszene ist Torsten Low schon lange nicht mehr wegzudenken und setzt sich auch sehr für selbige ein, wobei er häufig mit anderen Verlegern kooperiert. 2023 waren in der Deutschen Nationalbibliothek bereits knapp 70 Verlagsmedien gelistet. Der Verlag besitzt ein sehr vielfältiges Programm, in dem sich unter anderem auch Rollenspielregelwerke, Ausmalbücher und Graphic Novels befinden.

## Autoren (Auswahl)
Im Verlag Torsten Low wurden unter anderem folgende Autoren veröffentlicht:
Romane und Novellen
- Tobias Bachmann
- Mara Laue
- Diana Menschig
- Fabienne Siegmund
- Bernhard Stäber
- Vincent Voss

Herausgeber
- Markus Heitkamp
- Stefan Cernohuby

## Auszeichnungen (Auswahl)
- Deutscher Phantastik Preis 2011, 2012 und 2016 für die jeweils beste Kurzgeschichte
- zahlreiche Nominierungen für die beste Anthologie im Rahmen des Deutschen Phantastik Preises
- Vincent Preis für den Besten Roman in den Jahren 2016, 2019, 2020, 2022.
- Vincent Preis für die Beste Anthologie in den Jahren 2017, 2019, 2022.
- 2017 wurde Verleger Torsten Low auf dem Buchmesse Convent mit dem BuCon Ehrenpreis für seine Verdienste rund um den Einsatz für die Phantastik ausgezeichnet.[3]